# 小鱂脂鯉
小鱂脂鯉，為輻鰭魚綱脂鯉目脂鯉亞目鱂脂鯉科的其一種，分布於南美洲巴西Curuá河流域，體長可達6.8公分，棲息底中層水域，生活習性不明。